# Selecció de bàsquet de Panamà
La Selecció de bàsquet de Panamà és l'equip format per jugadors de panamenys que representen la Federació Panamenya de Bàsquetbol a les competicions internacionals organitzades per la Federació Internacional de Bàsquet (FIBA) i el Comitè Olímpic Internacional (COI): els Jocs Olímpics, el Campionat mundial de Bàsquet i la FIBA AmeriCup. Pertany a la zona FIBA Amèrica.

## Classificacions

### Jocs Olímpics
- 1968 - 12

### Campionats mundials
- 1970 - 9
- 1982 - 9
- 1986 - 19
- 2006 - 23

### Campionats americans
- 1984 - 4
- 1989 - 11
- 1992 - 7
- 1993 - 8
- 1999 - 9
- 2001 - 6
- 2005 - 5
- 2007 - 9
- 2009 - 8
- 2011 - 8
- 2015 - 7
- 2017 - 12

### Campionats centre-americans
- 1965 - 4
- 1967 -  1
- 1969 -  1
- 1973 - 4
- 1977 -  3
- 1981 -  1
- 1985 -  2
- 1987 -  2
- 1989 -  2
- 1991 - 4
- 1993 -  3
- 1995 - 4
- 1999 - 4
- 2001 -  3
- 2004 -  3
- 2006 -  1
- 2008 - 6
- 2010 -  3
- 2012 - 4
- 2014 - 5
- 2016 - 4

### Jocs Panamericans
- 1951 - 6
- 1967 -  3
- 1971 - 6
- 1979 - 7
- 1987 - 6
- 2007 - 6

## Jugadors destacats
Fonts:
- Rolando Blackman
- John Isaacs
- Stuart Gray
- Michael Hicks
- Davis Peralta
- Pedro Rivas
- Rubén Garcés
- Rolando Frazer
- Ernesto Malcolm
- Eliecer Ellis
- Adolfo Medrick
- Gary Forbes
- Mario Butler
- Dioniso Gómez
- Iverson Molinar